# Patrick Clausen
Patrick Clausen (Hvidovre, 2 juli 1990) is een Deens wielrenner die anno 2018 rijdt voor Riwal CeramicSpeed Cycling Team.

## Overwinningen
2012
5e etappe Flèche du Sud
2013
Skive-Løbet

## Ploegen
- 2012 –  Glud & Marstrand-LRØ
- 2013 –  Team Cult Energy
- 2014 –  Team TreFor-Blue Water
- 2015 –  Team TreFor-Blue Water
- 2016 –  Riwal Platform Cycling Team
- 2017 –  Riwal Platform Cycling Team
- 2018 –  Riwal CeramicSpeed Cycling Team

Andersen · Clausen · Foder Holm · von Folsach · Guldhammer · Mygind · Nielsen · Pedersen · Plesner · Quaade · Rahbek · Riis · Vorre Louring
A.K. Andersen · S.K. Andersen · Clausen · Foder Holm · Gregaard · Hardahl · Hyldgaard · Lander · Olsson · Pedersen · Rahbek · Rasmussen · Riis · Vinjebo
Clausen · Djurhuus · Gregaard · Haslund · Jørgensen · Kron · Lander · Mørch · Mørkøv · Mortensen · Norsgaard · Siggaard · Sørensen · Stokbro · Vinther